# Scoparia iwasakii
Scoparia iwasakii is een vlinder van de familie van de grasmotten (Crambidae). De wetenschappelijke naam van deze soort is voor het eerst voorgesteld door Akio Sasaki in een publicatie uit 1991.
De spanwijdte bedraagt 16 millimeter.
De soort komt voor in Zuid-Korea en Japan.